# Zeughaus (Bremen)

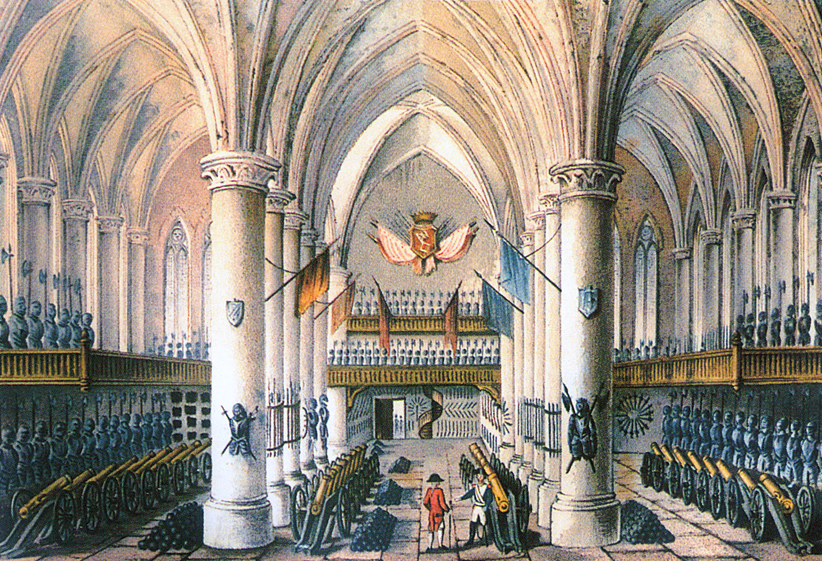
Das Bremer Zeughaus im 18. Jahrhundert im Kirchenschiff des ehemaligen Katharinenklosters

Das Zeughaus in der Kirche des ehemaligen Katharinenklosters in der Altstadt von Bremen wurde 1597 eingerichtet und nach den Befreiungskriegen aufgegeben. Die Aufsicht über das Zeughaus oblag den Schottherren, zwei Mitgliedern des Rates.

## Geschichte

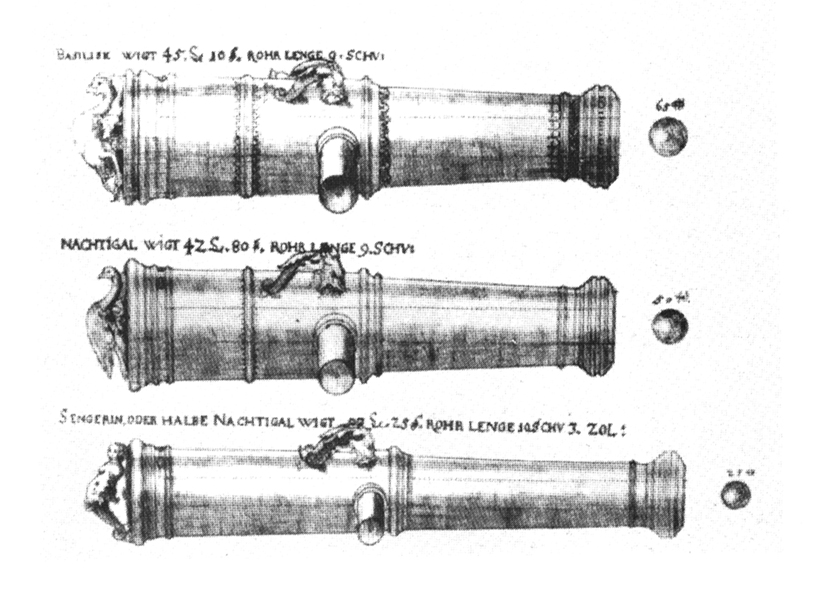
Bremer Geschütze aus dem 17. Jahrhundert

In Bremen gab es ab spätestens 1460 mehrere Zeughäuser, in denen Kanonen und andere Waffen untergebracht wurden. 1597 werden folgende Zeughäuser genannt:
- „Auf dem hohen Wall“,
- „auf dem Schwanengatt“,
- „auf dem Herdentor“,
- „auf dem Ostertor“,
- das neue Zeughaus „auf dem Ostertor“
- „im Wolfe unter dem Ostertor“,
- „auf der Braut“,
- das „schwarze (Katharinen-)Kloster“
- die „Arkalie“ und das
- „Neue Kornhaus vor der Natel“

Bei den Gebäuden handelte es sich um Festungstürme oder Schuppen, beim Katharinenkloster um eine Kirche. Die Kirche des ehemaligen Klosters der Dominikaner beziehungsweise Predigermönche lag zwischen der Sögestraße und dem Schüsselkorb und wurde 1597 zum Zeughaus eingerichtet. Die Oberaufsicht hatten die Schottherren (Schützenherren) aus dem Rate und zwei Bürger, die zugleich Morgensprachsherren der Tischler waren.
Ab 1802 wurden die Waffenbestände verkauft, nach den Befreiungskriegen wurde das Zeughaus aufgegeben, 1826 das Gebäude an Kaufleute veräußert und Lagerböden eingezogen. 1888 wurde der größte Teil der ehemaligen Kirche abgebrochen, nur der östliche Teil am Schüsselkorb blieb als Packhaus erhalten; er wurde 1960/61 abgebrochen.